# Макс Брух

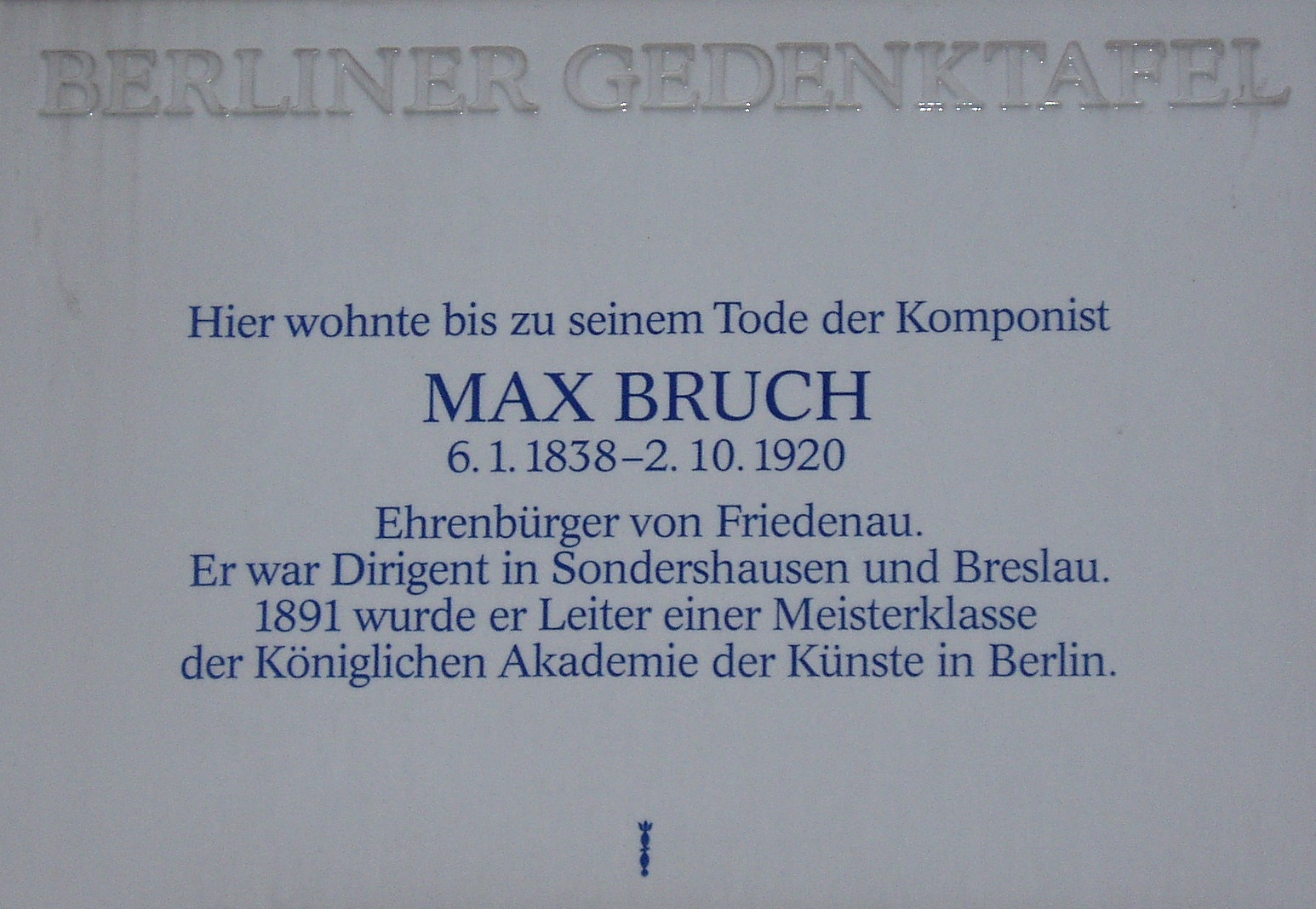
Пам'ятна табличка на будинку композитора в Фриденау, Albestraße 3

Макс Крістіан Фрідріх Брух (нім. Max Christian Friedrich Bruch, зазвичай в літературі — просто Макс Брух; 6 січня 1838 — 2 жовтня 1920) — німецький композитор і диригент.

## Біографія
Народився у Кельні, син співачки Вільгельміни Брух. Вчився у Фердинанда Гіллера (1853–1857), потім у Лейпцигу в Карла Райнеке. У 1862–1864 роках працював у Мангаймі, де написав оперу «Лорелея» (1863). Перший успіх принесла Брухові друга редакція кантати «Фрітьйоф» (1864). У 1865–1867 роках займав посаду музичного директора в Кобленці, в 1867–1870 роках керував придворним оркестром Зондерсгаузена, потім працював у Берліні та Бонні. У 1880–1883 роках очолював оркестр Королівського філармонійного товариства Ліверпуля — один з провідних музичних колективів Великої Британії; надалі ще раз повернувся до Великої Британії як диригент, очоливши (1898–1900) Національний оркестр Шотландії.
У 1890–1910 рр. викладав у Берлінській вищій школі музики, де його учнями були, зокрема, Отторіно Респіґі, Оскар Штраус і Ральф Воан-Вільямс.
За життя Бруха певною популярністю відзначались його масштабні хорові твори — «Одіссей» (1872) і «Вогняний хрест» (нім. Das Feuerkreuz; 1899). З часом, однак, у фокусі уваги виконавців та аудиторії залишилися, головним чином, симфонічні твори Бруха: його скрипкові концерти (особливо перший — Op. 26, 1868, — що входить до стандартного скрипкового репертуару), «Шотландська фантазія» для скрипки з оркестром (Op. 46, 1880), п'єса «Kol Nidrei» для віолончелі з оркестром (Op. 57, 1881) на тему єврейських літургійних мелодій.